# Павлиноглазка атлас
Павлиноглазка атлас  (лат. Attacus atlas) — бабочка из семейства Павлиноглазок. Одна из крупнейших бабочек в мире.

## Описание

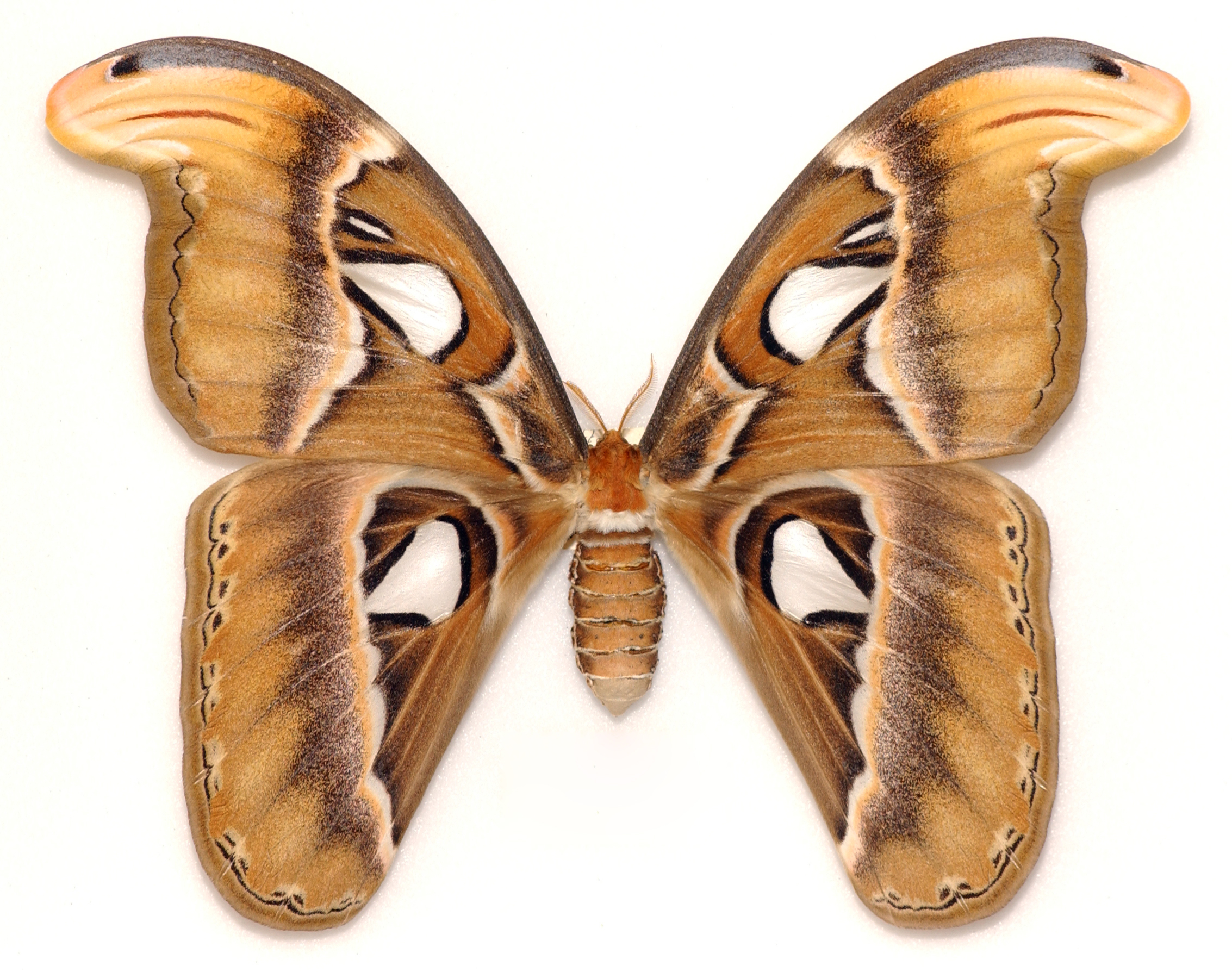
Самка

Павлиноглазка атлас считается одной из самых крупных бабочек мира. Размах крыльев до 24 см.
Имеется экземпляр самки, ныне хранящийся в музее Виктории в Австралии, который был добыт в 1922 году на острове Ява. Из-за неправильной расправки, размах её крыльев «искусственно» увеличился до 262 мм, который при «правильной реконструкции» не превышает 240 мм.
Ротовой аппарат не развит. Бабочки не питаются (афагия) и живут за счет питательных веществ, накопленных в стадии гусеницы.

## Распространение
Встречается в тропических и субтропических лесах Юго-восточной Азии, Южного Китая и от Таиланда до Индонезии, Калимантана, Явы.

## Размножение
Самка привлекает самцов секретирующими феромонами через железы, расположенные на кончике брюшка. Самцы отыскивают самок по запаху феромонов с помощью своих больших перистых усиков .

### Яйцо
Яйца откладываются самкой на нижнюю часть растений. Инкубационный период от 8 до 20 дней. Гусеница толстая, голубовато-зелёная, сверху и по бокам полностью покрытая белой «пылью».

### Гусеница

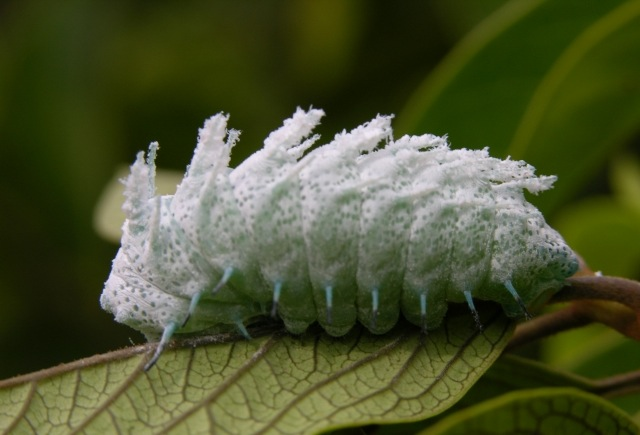
Гусеница

Кормовые растения гусеницы: анакардиум (Anacardium),  момбин (Spondias), аннона (Annona), артаботрис (Artabotrys), шеффлера (Schefflera), саркостемма (Sarcostemma), берберис (Berberis), канариум (Canarium), бишофия (Bischofia), граб (Carpinus), дилления (Dillenia), тунг (Aleurites), глохидиум (Glochidium), филлантус (Phyllanthus), сапиум (Sapium), дубровник (Teucrium), коричник (Cinnamomum), эритрина (Erythrina), лагерстрёмия (Lagerstroemia), михелия (Michelia), сандорикум (Sandoricum), свитения (Swietenia), ардизия (Ardisia), эмбелия (Embelia), псидиум (Psidium), науклея (Nauclea), яблоня (Malus), муссенда (Mussaenda), вангерия (Vangueria), цитрус, ива, шлейхера (Schleichera), клеродендрум (Clerodendrum).

## Павлиноглазка атлас и человек

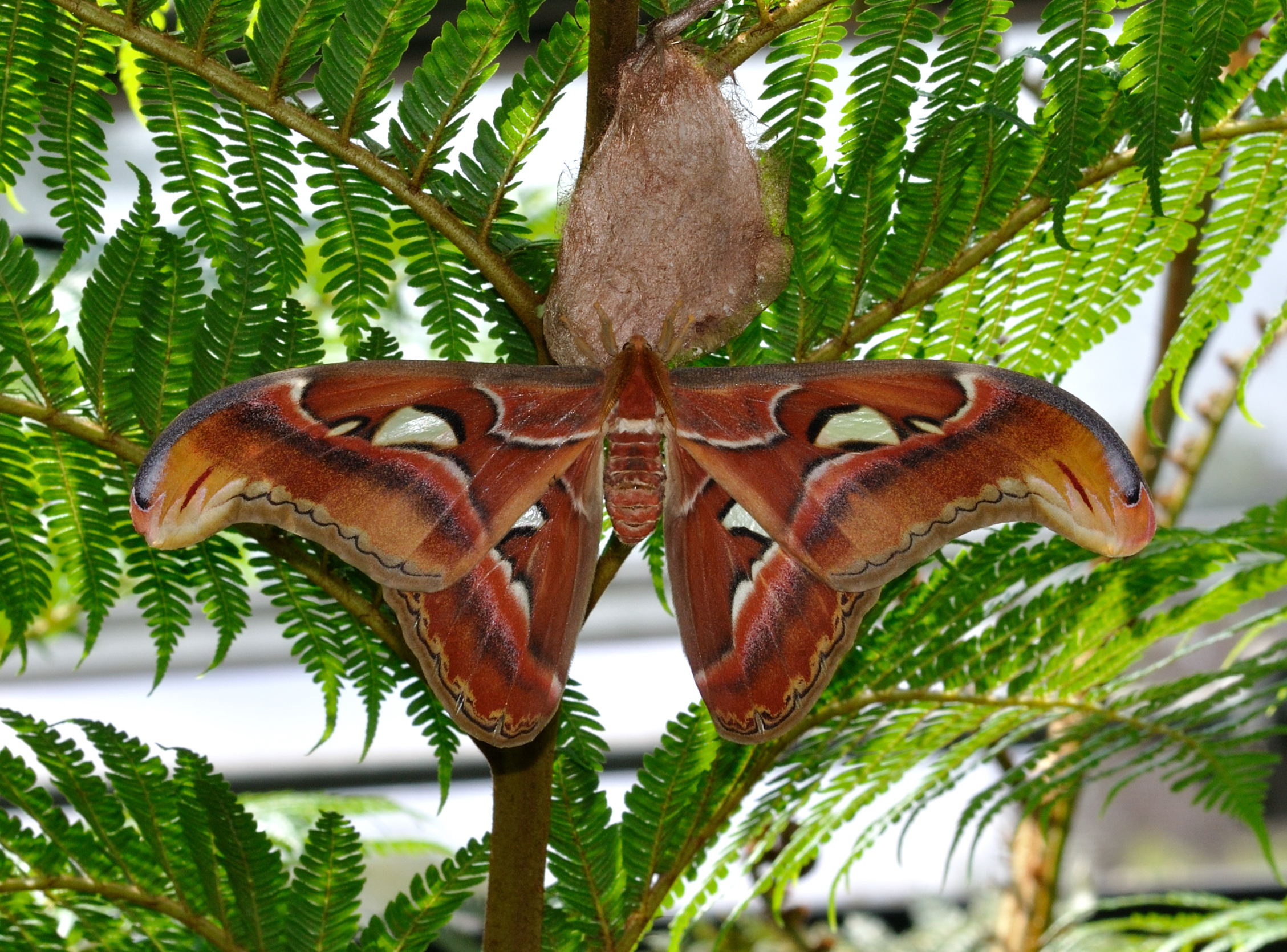
Павлиноглазка атлас с коконом
в саду Вильгельме в Штутгарте, Германия

В Индии этот вид культивирован. Гусеницы выделяют шёлк, отличающийся от такового у тутового шелкопряда (Bombyx mori). Шёлк, выделяемый гусеницей павлиноглазки атлас, коричневый, крепкий и шерстистый, называется фагаровым шёлком (англ. fagara silk). На Тайване пустые огромные коконы павлиноглазки атлас используют в качестве кошелька.